# Szent Mihály és Gábriel arkangyalok fatemplom (Pirosd)
A Szent Mihály és Gábriel arkangyalok fatemplom műemlékké nyilvánított épület Romániában, Szilágy megyében. A romániai műemlékek jegyzékében az  SJ-II-m-B-05094 sorszámon szerepel.